# Catolbistis thrasymedes
Catolbistis thrasymedes är en fjärilsart som beskrevs av Edward Meyrick 1930. Catolbistis thrasymedes ingår i släktet Catolbistis och familjen purpurmalar. Inga underarter finns listade i Catalogue of Life.